# Insulin-Toleranz-Test
Der Insulin-Toleranz-Test (ITT), auch Insulin-Hypoglykämie-Test, ist ein medizinischer Test zur Untersuchung des Verdachts auf Funktionsstörungen der Nebennieren oder der Hypophyse. Er gilt als Goldstandard zur Erkennung von Mangel an Wachstumshormon bei Erwachsenen.
Beim ITT erhält die zu testende Person eine Insulininjektion, um im Körper eine Unterzuckerung (Hypoglykämie) auszulösen. Die erwartete Reaktion ist eine Stressreaktion, bei der der Cortisol- und Wachstumshormonspiegel ansteigt. Falls dies nicht passiert, ist das endokrine System des Patienten möglicherweise gestört.
Der Test kann Hinweise auf Störungen der Nebennierenrinden- oder der Hypothalamus-Hypophysen-Achse geben.